# Orgeval, Yvelines
Orgeval là một xã của Pháp, nằm trong département Yvelines và vùng Île-de-France.
Người dân địa phương trong tiếng Pháp gọi là Orgevalais.
Các xã giáp ranh gồm: Crespières và Feucherolles về phía nam, Villennes-sur-Seine và Médan về phía bắc, Poissy về phía đông, Les Alluets-le-Roi và Morainvilliers về phía tây.

## Các công trình nổi bật
- Nhà thờ Saint-Pierre-Saint-Paul.
- Lâu đài La Brunetière.
- Lâu đài Feugères.
- Lâu đài Haut-Orgeval.

## Người dân nổi tiếng
- Didier Gustin
- Alain Gillot-Pétré (1950-1999)
- Pierre Messmer (1916 - 2007)
- Catherine Rich (sinh 1932)
- Claude Rich (sinh 1929)
- Véronique Sanson